# Denkmalgeschützte Objekte im Okres Banská Bystrica

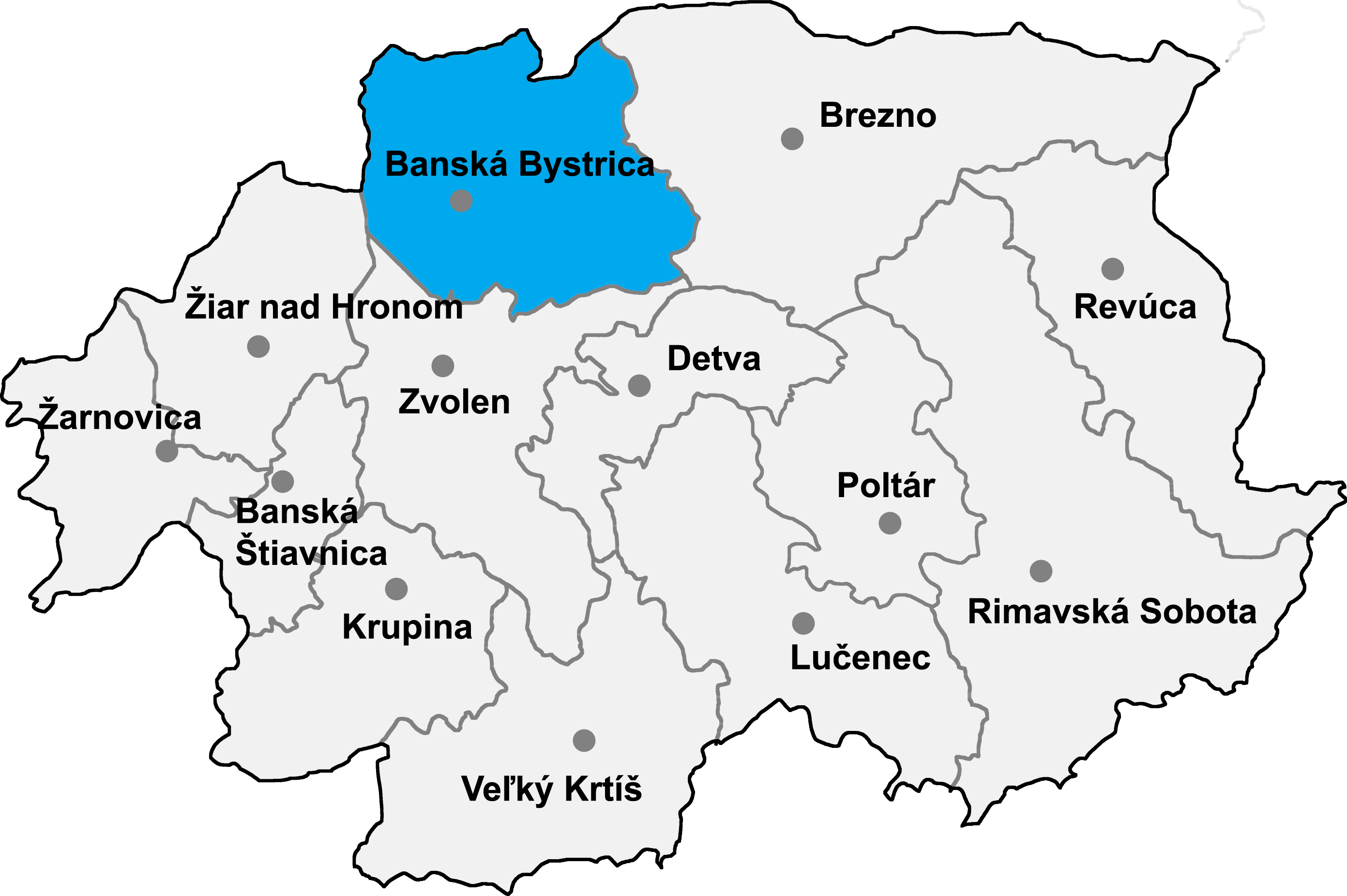

Im Okres Banská Bystrica bestehen 522 denkmalgeschützte Objekte. Die unten angeführte Liste führt zu den Gemeindelisten und gibt die Anzahl der Objekte an. In Gemeinden, die nicht verlinkt sind, existieren keine geschützten Objekte.
| Gemeindeliste                        | Objektanzahl |
| ------------------------------------ | ------------ |
| Badín                                | 4            |
| Baláže                               | 6            |
| Banská Bystrica/0–K                  | 122          |
| Banská Bystrica/L–Ž                  | 154          |
| Brusno                               | 8            |
| Čerín                                | 3            |
| Dolná Mičiná                         | 1            |
| Dolný Harmanec (Niederhermanetz)     | 5            |
| Donovaly                             | 9            |
| Dúbravica (Dubrawitza)               | 1            |
| Harmanec (Hermanetz)                 |              |
| Hiadeľ (Hedel)                       | 4            |
| Horná Mičiná                         | 5            |
| Horné Pršany                         | 0            |
| Hrochoť                              | 4            |
| Hronsek                              | 19           |
| Kordíky                              | 0            |
| Králiky                              | 0            |
| Kynceľová (Künzelsdorf)              | 0            |
| Lučatín                              | 0            |
| Ľubietová (Libethen)                 | 7            |
| Malachov (Malachau)                  | 2            |
| Medzibrod                            | 0            |
| Moštenica                            | 9            |
| Motyčky                              | 1            |
| Môlča                                | 0            |
| Nemce (Nemtze)                       | 1            |
| Oravce                               | 0            |
| Podkonice                            | 0            |
| Pohronský Bukovec                    | 2            |
| Poniky (Ponik)                       | 3            |
| Povrazník (Seilersdorf)              | 1            |
| Priechod                             | 0            |
| Riečka                               | 1            |
| Sebedín-Bečov                        |              |
| Selce                                | 2            |
| Slovenská Ľupča (Slowakisch-Liptsch) | 45           |
| Staré Hory (Altgebirg)               | 9            |
| Strelníky (Scheibe)                  | 0            |
| Špania Dolina (Herrengrund)          | 85           |
| Tajov                                | 8            |
| Turecká                              | 0            |
| Vlkanová                             | 1            |